# الکوور
الکوور (به اسپانیایی: Alcover) یک منطقهٔ مسکونی در اسپانیا است که در آلت کمپ واقع شده‌است. الکوور ۴۶٫۰ کیلومتر مربع مساحت و ۵٬۱۳۱ نفر جمعیت دارد.